# 陸上自衛隊関東補給処
陸上自衛隊関東補給処（りくじょうじえいたいかんとうほきゅうしょ、JGSDF Kantou Logistics Depot）は、陸上自衛隊霞ヶ浦駐屯地（茨城県土浦市）に本処を置く陸上自衛隊の補給処の一つである。略称として関東処（かんとうしょ）とも呼ばれる。

## 概要
訓練、有事の際の行動を円滑にするための後方支援を担当する。
- 東部方面隊全域の調達を担当し、装備の入札の際の受け皿となる。
- 主要装備品の第3段階整備（補給処整備）を担当する。

## 沿革
- 1998年（平成10年）3月26日：中央補給処の統合・改編により、関東補給処が霞ヶ浦駐屯地に発足。
- 2002年（平成14年）3月27日：内部組織の改編。

1. 企画室および弾薬部を廃止。
2. 装備計画部を新設。

- 2008年（平成20年）3月26日：処長が陸将職に格上げ。
- 2018年（平成30年）3月27日：情報処理部を廃止し、システム技術課を新編。
- 2026年（令和08年）3月：東部方面隊隷下から補給本部(仮称)隷下に隷属替予定。
- 2029年（令和11年）度以降：用賀支処が防衛省三宿地区（世田谷区・目黒区）に移転予定。

## 組織編成
- 関東補給処本処「関東処」（霞ヶ浦駐屯地）：旧武器補給処
  - 総務部
  - 調達会計部
  - 装備計画部
  - 火器車両部
  - 誘導武器部
  - 化学部
  - 航空部
  - 通信電子部（大宮駐屯地に所在していた通信補給処の設備・人員を母体に編成）：旧通信補給処
  - システム技術課[1]
- 松戸支処「松支」（松戸駐屯地）：旧需品補給処
  - 総務部
  - 需品部
  - 落下傘部
- 古河支処「古支」（古河駐屯地）：旧施設補給処
  - 総務部
  - 施設部
- 用賀支処「用支」（用賀駐屯地）：旧衛生補給処
  - 総務部
  - 衛生部
- 吉井弾薬支処「吉弾支」（吉井分屯地）：旧武器補給処吉井弾薬支処
- 朝日燃料支処「朝燃支」（朝日分屯地）：旧需品補給処朝日燃料支処
- 富士弾薬出張所（富士駐屯地）：旧武器補給処富士弾薬出張所
- 富士燃料出張所（駒門駐屯地）：旧需品補給処富士燃料出張所

## 主要幹部
| 官職名                                     | 階級    | 氏名     | 補職発令日     | 前職                                                                |
| ------------------------------------------ | ------- | -------- | -------------- | ------------------------------------------------------------------- |
| 陸上自衛隊関東補給処長 兼 霞ヶ浦駐屯地司令 | 陸将    | 青木誠   | 2024年08月02日 | 統合幕僚監部総務部長                                                |
| 副処長                                     | 陸将補  | 榑林寿弘 | 2024年10月25日 | 陸上自衛隊化学学校長 兼 大宮駐屯地司令                              |
| 総務部長                                   | 1等陸佐 | 榧野道彦 | 2024年03月18日 | 第32普通科連隊長                                                    |
| 調達会計部長                               | 1等陸佐 | 青木哲也 | 2024年08月01日 | 陸上幕僚監部監理部会計課 会計監査班長                               |
| 装備計画部長                               | 1等陸佐 | 中嶋健仁 | 2025年03月24日 | 陸上自衛隊需品学校教育部長                                          |
| 火器車両部長                               | 1等陸佐 | 村中克毅 | 2024年12月20日 | 陸上自衛隊武器学校第1教育部長                                       |
| 誘導武器部長                               | 2等陸佐 | 南壮     | 2024年03月18日 | 武器教導隊長                                                        |
| 化学部長                                   | 1等陸佐 | 猿樂直人 | 2023年03月27日 | 陸上幕僚監部運用支援・訓練部 運用支援課付 ※2024年7月1日 1等陸佐昇任 |
| 航空部長                                   | 1等陸佐 | 内山信吾 | 2023年12月22日 | 自衛隊帯広地方協力本部長                                            |
| 通信電子部長                               | 1等陸佐 | 牧野貴志 | 2023年12月22日 | 陸上自衛隊関西補給処整備部長                                        |
| 松戸支処長                                 | 1等陸佐 | 津島佳男 | 2024年03月21日 | 陸上自衛隊関西補給処副処長                                          |
| 古河支処長                                 | 1等陸佐 | 髙岡久   | 2025年03月17日 | 陸上自衛隊施設学校副校長 兼 企画室長                                |
| 用賀支処長 兼 用賀駐屯地司令               | 1等陸佐 | 藤田真也 | 2023年08月01日 | 中部方面総監部監察官                                                |
| 吉井弾薬支処長 兼 吉井分屯地司令           | 1等陸佐 | 木村登   | 2025年03月17日 | 陸上自衛隊東北補給処装備計画部 計画課長                             |
| 朝日燃料支処長 兼 朝日分屯地司令           | 2等陸佐 | 森祐子   | 2025年03月17日 | 第14旅団司令部第1部長                                               |

| 代 | 氏名       | 在職期間                | 出身校・期          | 前職                                     | 後職                                       |
| -- | ---------- | ----------------------- | ------------------- | ---------------------------------------- | ------------------------------------------ |
| 01 | 重村勝弘   | 1998.3.26 - 2000.6.30   | 防大10期            | 陸上自衛隊通信学校長 兼 久里浜駐屯地司令 | 退職                                       |
| 02 | 藤本四郎   | 2000.6.30 - 2001.6.28   | 防大12期            | 第1高射特科団長                          | 陸上自衛隊高射学校長 兼 下志津駐屯地司令   |
| 03 | 冨田稔     | 2001.6.29 - 2002.8.1    | 防大12期            | 陸上自衛隊航空学校長 兼 明野駐屯地司令   | 退職                                       |
| 04 | 寺﨑寛     | 2002.8.1 - 2005.1.12    | 防大14期            | 第3師団副師団長 兼 千僧駐屯地司令        | 退職                                       |
| 05 | 池田廣春   | 2005.1.12 - 2005.12.5   | 防大16期            | 陸上自衛隊補給統制本部副本部長           | 退職                                       |
| 06 | 川合正俊   | 2005.12.5 - 2007.3.27   | 防大17期            | 陸上幕僚監部装備部副部長                 | 技術研究本部技術開発官 (陸上担当)          |
| 07 | 藤野毅     | 2007.3.28 - 2008.12.1   | 防大18期            | 陸上幕僚監部法務官 →2008.3.26 陸将昇任   | 退職                                       |
| 08 | 寺﨑芳治   | 2008.12.1 - 2010.3.28   | 防大20期            | 第5旅団長                                | 第8師団長                                  |
| 09 | 平野治征   | 2010.3.29 - 2011.8.4    | 防大21期            | 第13旅団長                               | 第2師団長                                  |
| 10 | 海沼敏明   | 2011.8.5 - 2012.7.25    | 防大23期            | 第13旅団長                               | 陸上自衛隊幹部学校長 兼 目黒駐屯地司令     |
| 11 | 櫻木正朋   | 2012.7.26 - 2014.12.18  | 防大24期            | 防衛研究所副所長                         | 退職                                       |
| 12 | 江口直也   | 2014.12.19 - 2015.12.17 | 防大26期            | 東部方面総監部幕僚長 兼 朝霞駐屯地司令   | 陸上自衛隊補給統制本部長 兼 十条駐屯地司令 |
| 13 | 金丸章彦   | 2015.12.18 - 2017.3.26  | 防大27期            | 西部方面総監部幕僚長 兼 健軍駐屯地司令   | 陸上自衛隊補給統制本部長 兼 十条駐屯地司令 |
| 14 | 山内大輔   | 2017.3.27 - 2018.7.31   | 防大29期            | 中部方面総監部幕僚長 兼 伊丹駐屯地司令   | 陸上自衛隊補給統制本部長 兼 十条駐屯地司令 |
| 15 | 権藤三千蔵 | 2018.8.1 - 2019.8.22    | 防大29期            | 東北方面総監部幕僚長 兼 仙台駐屯地司令   | 退職                                       |
| 16 | 大塚裕治   | 2019.8.23 - 2020.8.24   | 防大32期            | 陸上幕僚監部装備計画部長                 | 陸上自衛隊補給統制本部長 兼 十条駐屯地司令 |
| 17 | 小瀬幹雄   | 2020.8.25 - 2021.12.21  | 東京大学 昭和61年卒 | 第5旅団長                                | 退職                                       |
| 18 | 柿野正和   | 2021.12.22 - 2024.8.1   | 防大34期            | 陸上自衛隊補給統制本部副本部長           | 陸上自衛隊補給統制本部長 兼 十条駐屯地司令 |
| 19 | 青木誠     | 2024.8.2 -              | 防大35期            | 統合幕僚監部総務部長                     |                                            |